# Flaga Kirgistanu

Flaga Kirgistanu w latach 1991—1992 i flaga Kirgiskiej SRR

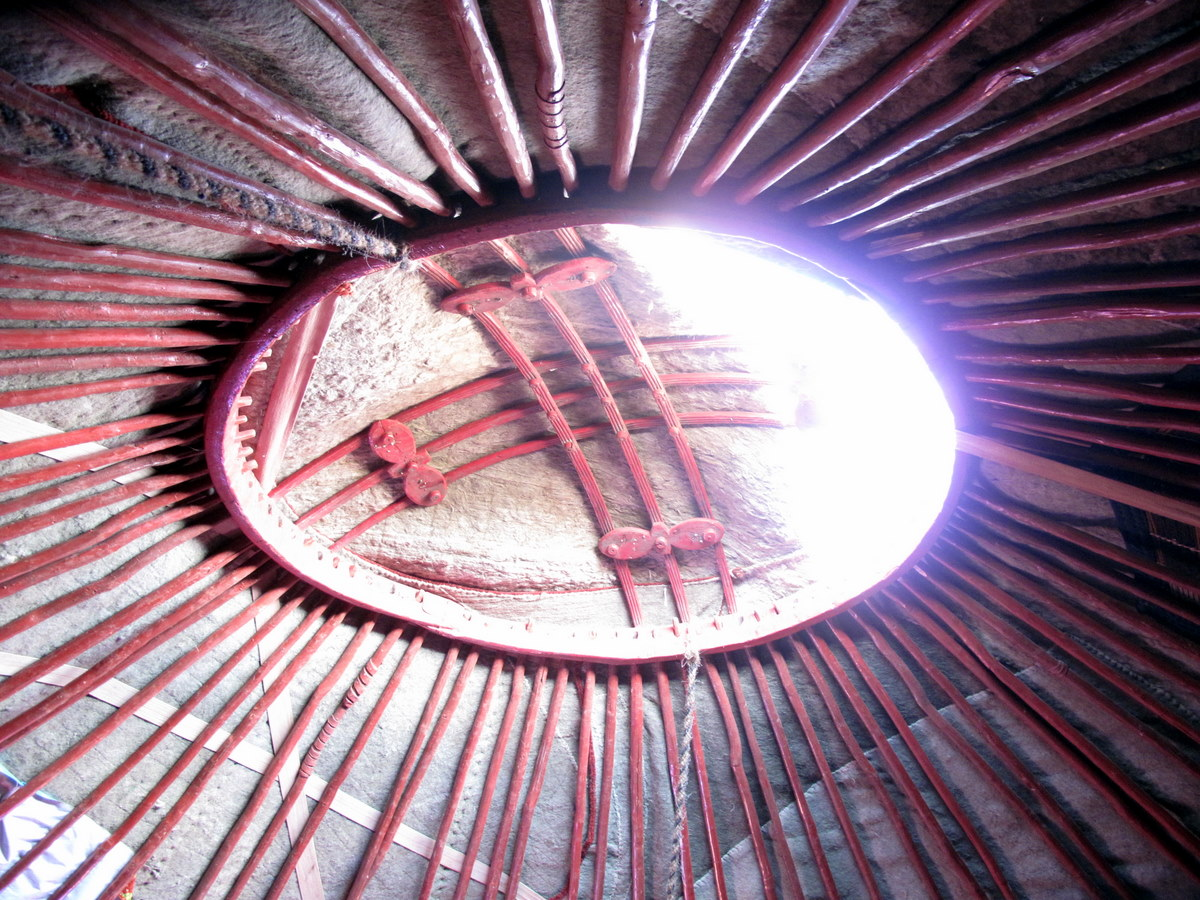
Tundiuk – sklepienie jurty od wewnątrz

Flaga Kirgistanu – czerwony prostokąt z żółtym słońcem pośrodku. Pierwotny wzór został przyjęty 3 marca 1992 roku. Zastąpił on używaną w okresie ZSRR flagę Kirgiskiej SRR. Od 26 grudnia 2023 roku obowiązuje nowy wzór flagi.

## Symbolika

### 1992-2023
Na czerwonym tle flagi znajduje się złote słońce, które posiada 40 promieni, przedstawiających 40 kirgiskich plemion; promienie te są pochylone w kierunku odwrotnym do ruchu wskazówek zegara, na odwrotnej stronie flagi, zgodnie z nim. Czerwony okrąg wewnątrz słońca, oraz 3 linie pochylone na lewo i 3 w prawo symbolizują tundiuk – sklepienie tradycyjnej kirgiskiej jurty.

### 2023-dziś
26 grudnia 2023 weszły w życie korekty zmieniające wygląd flagi: 
- proste promienie słońca zamiast falujących,
- tundiuk wewnątrz słońca z 4 pochylonymi liniami zamiast trzech.

Flagi państwowe Kirgistanu
31 VIII 1991 – 2 III 1992 (awers)
31 VIII 1991 – 2 III 1992 (rewers)
3 III 1992 – 25 XII 2023
od 26 XII 2023

## Propozycja zmiany flagi (2012)
Temat zmiany symboliki narodowej stał się przedmiotem dyskusji w 2012 r. Kirgiski polityk, poseł Abdyrachman Mamatalijew, zaproponował zmianę flagi. Powstała nawet komisja parlamentarna mająca się zająć tą sprawą, a projekty napływały także od zwykłych obywateli. Znów pojawiły się głosy za niebieskim, lecz były także projekty z przewagą bieli i zieleni. Jako główne projekty mogące zastąpić flagę Kirgistanu typowano następująco:

1 projekt
2 projekt
3 projekt
4 projekt
5 projekt

Oprócz tych projektów nowej flagi było jeszcze wiele innych.
Zmiany nie weszły jednak w życie, a Kirgistan pozostał przy fladze z 1992 roku.